# Sofia (studentenvereniging)
Sofia is de officiële studentenvereniging voor de rechtenfaculteit van de Universiteit Antwerpen. Ze is ontstaan uit een fusie van de studentenclub Sofia die de rechtenfaculteit aan het UFSIA, beter bekend als de Stadscampus, vertegenwoordigde (opgericht in 1960) en de studentenkring van de rechtenfaculteit aan het UIA (Campus Drie Eiken), opgericht in 1972.

## Reputatie en tradities
Deze vereniging was in het verleden berucht door haar combinatie van ontspannings- en studiegerelateerde evenementen. Anno 2019 is deze reputatie veranderd en werd Sofia een studentenvereniging in plaats van een gesloten club.
In het academiejaar 2017-2018 besloot Sofia de doop nog slechts vier dagen te laten duren in plaats van zeven dagen. Ook de verkoop van schachten aan hun doopmeesters werd afgeschaft zodat het praesidium toezicht kon houden over de doop en de naleving van het doop- en feestcharter kon waarborgen. In academiejaar 2018-2019 besliste rector Herman Van Goethem om Sofia vanaf 20 december 2018 te schorsen tot 1 september 2019 omwille van hun galabal dat uit de hand liep. Het galabal werd stopgezet om 4u omwille van dronken studenten en overlast. Door de sluiting kon de vestiaire niet volgen omdat er te veel mensen hun jas wilden op hetzelfde moment. De vestiaire was chaos en het lange wachten in de kleine inkomhal van de Horta zorgde voor escalatie. Bart De Wever schreef een brief naar de rector en deze besliste om Sofia tot september te schorsen.
Hun clublied wordt gezongen op de tonen van de Pomp and Circumstance Marches van Edward Elgar.

## Activiteiten
Sofia neemt als vereniging van de rechtenfaculteit deel aan de verkenningsdagen. Dit is een traditioneel evenement georganiseerd door Unifac en duurt tien dagen. Het vindt plaats in De Hoge Rielen waar eerstejaarsstudenten kennis kunnen maken met studiegenoten en de richting door middel van infosessies van zowel academisch personeel als ervarenere studenten. De verkenningsdagen voor Sofia en hun bezoekers duren ongeveer drie dagen. Er worden onder meer als avondactiviteiten een TD en een cantus georganiseerd.
Een ander evenement georganiseerd door Unifac is Students on Stage. Dit is een evenement georganiseerd op de eerste maandag van het academiejaar om de start te vieren en goed in te zetten. Sofia staat hier net zoals vele andere clubs mee op het Sint-Jansplein in Borgerhout.
Zij organiseert TD's in de grootste Antwerpse discotheken, themafeestjes in haar stamkroeg Café De Prof, cantussen en tal van andere evenementen. Sinds academiejaar 2017-2018 zijn de cantussen open, omdat de club niet enkel toegankelijk wil zijn voor gedoopten. Jaarlijks organiseert zij een skireis tijdens de lesvrije week.
Op studiegerelateerd vlak baat Sofia een cursusdienst uit, waar studenten terecht kunnen voor handboeken, samenvattingen en codices. Zij organiseert jaarlijks een uitstap naar het Justitiepaleis en het Grondwettelijk Hof, naar verschillende gevangenissen en organiseert minstens één lezing. Zo kwam in 2016 de bekende strafpleiter Jan de Man spreken over de beruchte "bottinekes-zaak". Daarnaast organiseert zij tal van juridische workshops in samenwerking met haar partners. Ook organiseert zij jaarlijks een jobbeurs waar studenten terecht kunnen voor een zomerstage of een job.
De derde woensdag van het academiejaar begint traditioneel de doopweek van Sofia en van vele andere Antwerpse studentenverenigingen. De week bestaat uit een drill en een doop, gevolgd door een barbecue en een bacchanaal De doopweek wordt afgesloten met een schachtenconvent dat voor de nieuwe lading schachten tevens de eerste cantus is van het jaar.
Het galabal vindt plaats in november en is het grootste evenement van de vereniging.